# Laktóz
A laktóz vagy más néven tejcukor egy diszacharid. A név a tej latin nevéből (lac, lactis) és az '-óz' cukor-végződésből tevődik össze. Az emlősök tejének cukorkomponense a tej szárazanyag-tartalmának kb. 4–7%-át teszi ki. Leginkább tejsavóból vonható ki gazdaságosan. Édes íze van, édesítőereje 68%-a a közönséges cukorénak.

## Fizikai és kémiai tulajdonságok
Fehér, szagtalan, enyhén édes ízű, kristályos anyag vagy por. Redukáló hatású vegyület.
Vízben nagyon jól, etanolban csekély mértékben oldódik. Dietil-éterben és kloroformban oldhatatlan.
Az α- és β-izomer kémiai tulajdonságai megegyezőek, csak fizikai tulajdonságaikban térnek el egymástól, pl. a β-laktóz oldékonyabb, mint az α-laktóz.

## Molekulaszerkezet
A molekulában egy galaktóz- és egy glükózmolekula kapcsolódik egymáshoz 1'–4' glikozidos kötéssel. A glükóz lehet α-piranóz vagy β-piranóz formában, míg a galaktóz csak a β-piranóz formában szerepelhet. Ebből kifolyólag az α-laktóz és β-laktóz elnevezés csak a glükopiranóz-gyűrű anomer változataira utal. A gyűrű felnyílása miatt redukáló diszacharid. A belekben található laktáz nevű enzim hidrolizálja, monoszacharidokra bontja. A tej megsavanyodását az okozza, hogy a benne található laktózt baktériumok tejsavvá alakítják. A tej alkoholosan is erjeszthető, ekkor kumisz keletkezik belőle.
A laktóz a cellobióztól csak a galaktóz 4-es szénatomjának konfigurációjában tér el.
| A laktóz különböző formái és ábrázolásmódjai | A laktóz különböző formái és ábrázolásmódjai | A laktóz különböző formái és ábrázolásmódjai |
| Mills-projekció                              | Haworth-projekció                            | Haworth-projekció                            |
| -------------------------------------------- | -------------------------------------------- | -------------------------------------------- |
| α-laktóz                                     | α-laktóz                                     |                                              |
| β-laktóz                                     | β-laktóz                                     |                                              |

## Előfordulás
Megtalálható az emlősök tejében, az Achras sapota gyümölcsében, és még néhány növényben.

## Lásd még
- Laktózérzékenység